# Ben Godfrey
Benjamin Matthew Godfrey (York, Yorkshire del Norte, Inglaterra, 15 de enero de 1998) es un futbolista inglés. Juega de defensa y su equipo es el Atalanta B. C. de la Serie A de Italia.

## Trayectoria

### Inicios: York City
Comenzó su carrera en las inferiores del York City, pero luego se cambió al Middlesbrough en el verano de 2011, aunque regresó a York luego de ser liberado por el Middlesbrough a los 15 años. Debutó con el primer equipo del York City el 18 de agosto de 2015 en la victoria 1-0 en casa ante el Yeovil Town a la edad de 17 años. Anotó su primer gol para el York en la derrota 2-1 ante el Plymouth Argyle el 14 de noviembre de 2015.

### Norwich City
El 15 de enero de 2016 fichó por el Norwich City de la Premier League por tres años y medio, el precio de transferencia no fue revelado. Debutó con el Norwich el 23 de agosto de 2016 contra el Coventry City en la Copa de la Liga y anotó en el minuto 87 en la victoria por 6-1.
Firmó un nuevo contrato con el club el 11 de agosto de 2017 hasta el año 2021.
El 24 de agosto de 2017 se unió a préstamo al Shrewsbury Town de la League One hasta el 1 de enero de 2018.
El 5 de octubre de 2020 fichó por el Everton F. C. firmando un contrato hasta 2025. Un año antes, y tras haber disputado 93 partidos en cuatro temporadas, fue traspasado al Atalanta B. C.
El 5 de enero de 2025, después de media campaña en Italia, regresó a Inglaterra tras ser cedido al Ipswich Town F. C.

## Selección nacional
El 25 de mayo de 2021 fue incluido por Gareth Southgate, seleccionador de Inglaterra, en la lista preliminar para participar en la Eurocopa 2020. El 1 de junio quedó fuera de lista definitiva y al día siguiente realizó su debut en un amistoso ante Austria que vencieron por 1-0.

## Estilo de juego
Su puesto principal es de mediocentro, aunque también puede jugar de defensa central.

## Vida personal
Su padre Alex Godfrey es un jugador de rugby profesional.

## Estadísticas

### Clubes
Actualizado al último partido disputado el 26 de abril de 2025.
| Club                             | Div.          | Temporada     | Liga  | Liga  | Copas nacionales | Copas nacionales | Copas internacionales | Copas internacionales | Total | Total |
| Club                             | Div.          | Temporada     | Part. | Goles | Part.            | Goles            | Part.                 | Goles                 | Part. | Goles |
| -------------------------------- | ------------- | ------------- | ----- | ----- | ---------------- | ---------------- | --------------------- | --------------------- | ----- | ----- |
| York City F. C. Inglaterra       | 4.ª           | 2014-15       | 0     | 0     | 0                | 0                | —                     | —                     | 0     | 0     |
| York City F. C. Inglaterra       | 4.ª           | 2015-16       | 12    | 1     | 3                | 0                | —                     | —                     | 15    | 1     |
| York City F. C. Inglaterra       | Total club    | Total club    | 12    | 1     | 3                | 0                | 0                     | 0                     | 15    | 1     |
| Norwich City F. C. Inglaterra    | 1.ª           | 2015-16       | 0     | 0     | —                | —                | —                     | —                     | 0     | 0     |
| Norwich City F. C. Inglaterra    | 2.ª           | 2016-17       | 2     | 0     | 4                | 1                | —                     | —                     | 6     | 1     |
| Shrewsbury Town F. C. Inglaterra | 3.ª           | 2017-18       | 43    | 1     | 8                | 0                | —                     | —                     | 51    | 1     |
| Shrewsbury Town F. C. Inglaterra | Total club    | Total club    | 43    | 1     | 8                | 0                | 0                     | 0                     | 51    | 1     |
| Norwich City F. C. Inglaterra    | 2.ª           | 2018-19       | 31    | 4     | 5                | 0                | —                     | —                     | 36    | 4     |
| Norwich City F. C. Inglaterra    | 1.ª           | 2019-20       | 30    | 0     | 3                | 0                | —                     | —                     | 33    | 0     |
| Norwich City F. C. Inglaterra    | 2.ª           | 2020-21       | 3     | 0     | 0                | 0                | —                     | —                     | 3     | 0     |
| Norwich City F. C. Inglaterra    | Total club    | Total club    | 66    | 4     | 12               | 1                | 0                     | 0                     | 78    | 5     |
| Everton F. C. Inglaterra         | 1.ª           | 2020-21       | 31    | 0     | 5                | 0                | —                     | —                     | 36    | 0     |
| Everton F. C. Inglaterra         | 1.ª           | 2021-22       | 23    | 0     | 4                | 0                | —                     | —                     | 27    | 0     |
| Everton F. C. Inglaterra         | 1.ª           | 2022-23       | 13    | 0     | 1                | 0                | —                     | —                     | 14    | 0     |
| Everton F. C. Inglaterra         | 1.ª           | 2023-24       | 15    | 0     | 1                | 0                | —                     | —                     | 16    | 0     |
| Everton F. C. Inglaterra         | Total club    | Total club    | 82    | 0     | 11               | 0                | 0                     | 0                     | 93    | 0     |
| Atalanta B. C. · Italia          | 1.ª           | 2024-25       | 1     | 0     | 1                | 0                | 3                     | 0                     | 5     | 0     |
| Atalanta B. C. · Italia          | Total club    | Total club    | 1     | 0     | 1                | 0                | 3                     | 0                     | 5     | 0     |
| Ipswich Town F. C. Inglaterra    | 1.ª           | 2024-25       | 3     | 0     | 2                | 0                | —                     | —                     | 5     | 0     |
| Ipswich Town F. C. Inglaterra    | Total club    | Total club    | 3     | 0     | 2                | 0                | 0                     | 0                     | 5     | 0     |
| Total carrera                    | Total carrera | Total carrera | 207   | 6     | 37               | 1                | 3                     | 0                     | 247   | 7     |
| 1. 2. 3.                         |               |               |       |       |                  |                  |                       |                       |       |       |

## Palmarés

### Títulos nacionales
| Título           | Club               | País       | Año     |
| ---------------- | ------------------ | ---------- | ------- |
| EFL Championship | Norwich City F. C. | Inglaterra | 2018-19 |